# Condado de San Juan (Colorado)
O Condado de San Juan é um dos 64 condados do Estado americano do Colorado. A sede do condado é Silverton, e sua maior cidade é Silverton. O condado possui uma área de 1 006 km² (dos quais 2 km² estão cobertos por água), uma população de 558 habitantes, e uma densidade populacional de 1 hab/km² (segundo o censo nacional de 2000). O condado foi fundado em 1876.